# شهرام سامیف
شهرام سامیف (روسی: Шахром Тагоймуродович Самиев؛ زادهٔ ۸ فوریهٔ ۲۰۰۱) بازیکن فوتبال اهل تاجیکستان است.
از باشگاه‌هایی که در آن بازی کرده‌است می‌توان به باشگاه فوتبال شریف تیراسپول، باشگاه فوتبال استقلال دوشنبه، باشگاه فوتبال تورپیدو-بلاز ژودزینا و باشگاه فوتبال روبین کازان اشاره کرد.
وی همچنین در تیم ملی فوتبال تاجیکستان بازی کرده‌است.